# Copa Colsanitas
Copa Colsanitas, oficiálně Copa Colsanitas Zurich, je profesionální tenisový turnaj žen hraný v kolumbijském hlavním městě Bogotě. Na okruhu WTA Tour byl v sezóně 2021 zařazen do kategorie WTA 250, kdy poprvé proběhl v usaquénském Country Clubu na antukových dvorcích. V ročníku 2024 se jednalo u jedinou událost hranou v Jižní Americe.

## Historie
Copa Colsanitas vznikl v roce 1993 za podpory společnosti v oblasti zdravotnických služeb Colsanitas, založené v roce 1980, v rámci obchodní skupiny Keralty. Úvodních pět ročníků, do roku 1997, se hrálo na ženském okruhu ITF. Premiérový ročník vyhrála během září 1993 Brazilka Sumara Passosová, která ve finále zdolala krajanku Patríciu Segalovou.
V sezóně se 1998 turnaj stal součástí ženského profesionálního okruhu WTA Tour. Do roku 2016 se, s výjimkou ročníku 2012, konal v bogotském Clubu Campestre El Rancho, s centrálním dvorcem pro 2 500 diváků. V roce 2019 se dějištěm stal Carmel Club. Od sezóny 2021 probíhá na otevřených antukových dvorcích Country Clubu v Usaquénu. Jedná se o nejvýše položený areál na okruhu uprostřed And, ve výšce přibližně 2,5 km nad mořem.
Do soutěže dvouhry nastupuje třicet dva tenistek a čtyřhry se účastní šestnáct párů. Hraje se v dubnovém termínu. Nejvyšší počet čtyř singlových titulů získala kolumbijská hráčka Fabiola Zuluagová. Do turnaje zasáhly i hráčky, které se během kariéry staly světovými jedničkami, finalistka z roku 2010 Angelique Kerberová a vítězka z roku 2013 Jelena Jankovićová.

## Místa konání a vývoj názvu
| Období    | místo konání               |
| --------- | -------------------------- |
| 1998–2011 | Club Campestre El Rancho   |
| 2012      | Centro de Alto Rendimiento |
| 2013–2016 | Club Campestre El Rancho   |
| 2017–2018 | Club Los Lagartos          |
| 2019      | Club el Carmel             |
| od 2021   | Country Club v Usaquénu    |
| zdroje    |                            |

| Období    | název turnaje                   |
| --------- | ------------------------------- |
| 1998–2003 | Copa Colsanitas                 |
| 2004–2006 | Copa Colsanitas Seguros Bolivar |
| 2007      | Copa Colsanitas                 |
| 2008      | Copa Colsanitas Santande        |
| 2009      | Copa Sony Ericsson Colsanitas   |
| 2010–2012 | Copa BBVA-Colsanitas            |
| 2013      | Copa Claro Colsanitas           |
| 2014–2020 | Claro Open Colsanitas           |
| 2021–2022 | Copa Colsanitas                 |
| od 2023   | Copa Colsanitas Zurich          |

## Přehled finále

### Dvouhra
| Rok  | vítězka                           | finalistka                        | výsledek                          |
| ---- | --------------------------------- | --------------------------------- | --------------------------------- |
| 1998 | Paola Suárezová                   | Sonya Jeyaseelanová               | 6–3, 6–4                          |
| 1999 | Fabiola Zuluagová                 | Christína Papadákiová             | 6–1, 6–3                          |
| 2000 | Patricia Wartuschová              | Tathiana Garbinová                | 4–6, 6–1, 6–4                     |
| 2001 | Paola Suárezová (2)               | Rita Kutiová-Kisová               | 6–2, 6–4                          |
| 2002 | Fabiola Zuluagová (2)             | Katarina Srebotniková             | 6–1, 6–4                          |
| 2003 | Fabiola Zuluagová (3)             | Anabel Medina Garriguesová        | 6–3, 6–2                          |
| 2004 | Fabiola Zuluagová (4)             | María Sánchez Lorenzová           | 3–6, 6–4, 6–2                     |
| 2005 | Flavia Pennettaová                | Lourdes Domínguez Linová          | 7–6(7–4), 6–4                     |
| 2006 | Lourdes Domínguez Linová          | Flavia Pennettaová                | 7–6(7–3), 6–4                     |
| 2007 | Roberta Vinciová                  | Tathiana Garbinová                | 6–7(5–7), 6–4, 0–3skreč           |
| 2008 | Nuria Llagostera Vivesová         | María Emilia Salerniová           | 6–0, 6–4                          |
| 2009 | María José Martínez Sánchezová    | Gisela Dulková                    | 6–3, 6–2                          |
| 2010 | Mariana Duque Mariñová            | Angelique Kerberová               | 6–4, 6–3                          |
| 2011 | Lourdes Domínguez Linová (2)      | Mathilde Johanssonová             | 2–6, 6–3, 6–2                     |
| 2012 | Lara Arruabarrenová               | Alexandra Panovová                | 6–2, 7–5                          |
| 2013 | Jelena Jankovićová                | Paula Ormaecheaová                | 6–1, 6–2                          |
| 2014 | Caroline Garciaová                | Jelena Jankovićová                | 6–3, 6–4                          |
| 2015 | Teliana Pereirová                 | Jaroslava Švedovová               | 7–6(7–2), 6–1                     |
| 2016 | Irina Falconiová                  | Sílvia Soler Espinosová           | 6–2, 2–6, 6–4                     |
| 2017 | Francesca Schiavoneová            | Lara Arruabarrenová               | 6–4, 7–5                          |
| 2018 | Anna Karolína Schmiedlová         | Lara Arruabarrenová               | 6–2, 6–4                          |
| 2019 | Amanda Anisimovová                | Astra Sharmaová                   | 4–6, 6–4, 6–1                     |
| 2020 | zrušeno kvůli pandemii koronaviru | zrušeno kvůli pandemii koronaviru | zrušeno kvůli pandemii koronaviru |
| 2021 | Camila Osoriová                   | Tamara Zidanšeková                | 5–7, 6–3, 6–4                     |
| 2022 | Tatjana Mariová                   | Laura Pigossiová                  | 6–3, 4–6, 6–2                     |
| 2023 | Tatjana Mariová (2)               | Peyton Stearnsová                 | 6–3, 2–6, 6–4                     |
| 2024 | Camila Osoriová (2)               | Marie Bouzková                    | 6–3, 7–6(7–5)                     |
| 2025 | Camila Osoriová (3)               | Katarzyna Kawaová                 | 6–3, 6–3                          |

### Čtyřhra
| Rok  | vítězky                                                  | finalistky                                           | výsledek                          |
| ---- | -------------------------------------------------------- | ---------------------------------------------------- | --------------------------------- |
| 1998 | Janette Husárová Paola Suárezová                         | Melissa Mazzottaová Jekatěrina Sysojevová            | 3–6, 6–2, 6–3                     |
| 1999 | Christína Papadákiová Seda Noorlanderová                 | Laura Montalvová Paola Suárezová                     | 6–4, 7–6(7–5)                     |
| 2000 | Laura Montalvová Paola Suárezová (2)                     | Rita Kutiová-Kisová Petra Mandulaová                 | 6–4, 6–2                          |
| 2001 | Tathiana Garbinová Janette Husárová (2)                  | Laura Montalvová Paola Suárezová                     | 6–4, 2–6, 6–4                     |
| 2002 | Virginia Ruanová Paola Suárezová (3)                     | Tina Križanová Katarina Srebotniková                 | 6–2, 6–1                          |
| 2003 | Katarina Srebotniková Åsa Svenssonová                    | Tina Križanová Tatiana Perebijnisová                 | 6–2, 6–4                          |
| 2004 | Barbara Schwartzová Jasmin Wöhrová                       | Anabel Medina Garriguesová Arantxa Parra Santonjaová | 6–1, 6–3                          |
| 2005 | Emmanuelle Gagliardiová Tina Pisniková                   | Ľubomíra Kurhajcová Barbora Strýcová                 | 6–4, 6–3                          |
| 2006 | Gisela Dulková Flavia Pennettaová                        | Ágnes Szávayová Jasmin Wöhrová                       | 7–6(7–1), 6–1                     |
| 2007 | Lourdes Domínguez Linová Paola Suárezová (4)             | Flavia Pennettaová Roberta Vinciová                  | 1–6, 6–3, [11–9]                  |
| 2008 | Iveta Benešová Bethanie Matteková                        | Jelena Kostanić Tošićová Martina Müllerová           | 6–3, 6–3                          |
| 2009 | Nuria Llagostera Vivesová María José Martínez Sánchezová | Gisela Dulková Flavia Pennettaová                    | 7–5, 3–6, [10–7]                  |
| 2010 | Gisela Dulková (2) Edina Gallovitsová                    | Olga Savčuková Anastasia Jakimovová                  | 6–2, 7–6(8–6)                     |
| 2011 | Edina Gallovits-Hallová (2) Anabel Medina Garriguesová   | Sharon Fichmanová Laura Pous Tiová                   | 2–6, 7–6(8–6), [11–9]             |
| 2012 | Eva Birnerová Alexandra Panovová                         | Mandy Minellaová Stefanie Vögeleová                  | 6–2, 6–2                          |
| 2013 | Tímea Babosová Mandy Minellaová                          | Eva Birnerová Alexandra Panovová                     | 6–4, 6–3                          |
| 2014 | Lara Arruabarrenová Caroline Garciaová                   | Vania Kingová Chanelle Scheepersová                  | 7–6(7–5), 6–4                     |
| 2015 | Paula Cristina Gonçalvesová Beatriz Haddad Maiová        | Irina Falconiová Shelby Rogersová                    | 6–3, 3–6, [10–6]                  |
| 2016 | Lara Arruabarrenová (2) Tatjana Mariová                  | Gabriela Céová Andrea Gámizová                       | 6–2, 4–6, [10–8]                  |
| 2017 | Beatriz Haddad Maiová (2) Nadia Podoroská                | Verónica Cepede Roygová Magda Linetteová             | 6–3, 7–6(7–4)                     |
| 2018 | Dalila Jakupovićová Irina Chromačovová                   | Mariana Duque Mariñová Nadia Podoroská               | 6–3, 6–4                          |
| 2019 | Zoe Hivesová Astra Sharmaová                             | Hayley Carterová Ena Šibaharaová                     | 6–1, 6–2                          |
| 2020 | zrušeno kvůli pandemii koronaviru                        | zrušeno kvůli pandemii koronaviru                    | zrušeno kvůli pandemii koronaviru |
| 2021 | Elixane Lechemiová Ingrid Neelová                        | Mihaela Buzărnescuová Anna-Lena Friedsamová          | 6–3, 6–4                          |
| 2022 | Astra Sharmaová (2) Aldila Sutjiadiová                   | Emina Bektasová Tara Mooreová                        | 4–6, 6–4, [11–9]                  |
| 2023 | Irina Chromačovová Iryna Šymanovičová                    | Oxana Kalašnikovová Katarzyna Piterová               | 6–1, 3–6, [10–6]                  |
| 2024 | Cristina Bucșová Kamilla Rachimovová                     | Anna Bondárová Irina Chromačovová                    | 7–6(7–5), 3–6, [10–8]             |
| 2025 | Cristina Bucșová (2) Sara Sorribesová Tormová            | Irina Baraová Laura Pigossiová                       | 5–7, 6–2, [10–5]                  |